# العنف على المرأة في كمبوديا
يعتبر العنف على المرأة في كمبوديا مشكلة خطيرة. حيث أن كمبوديا لديها تاريخ مع العنف على المرأة خاصة في نزاعتها السابقة. أثناء فترة حكم بول بوت تعرضت النساء لمختلف أشكال العنف مثل الزواج القسري والاغتصاب من قبل قوات الخمير الحمر، الجنود التايلانديين والفيتناميين أثناء فترة الاضطراب. في الوقت الحاضر، لا يزال هناك عدد كبير من أشكال الاستغلال والتمييز ضد المرأة في كمبوديا مثل الاغتصاب، العنف الأسري، والاتجار بالبشر حيث أن البلد مازالت تتعافى من تاريخ الصراعات.